# Johann Anton von Herrenschwand
Johann Anton von Herrenschwand (* 19. Mai 1764 in Murten; † 19. April 1835 in Bern) war ein Schweizer Militärperson.
Herrenschwand absolvierte eine Ausbildung an der Militärakademie Stuttgart, war ab 1782 Hauptmann in einem wallonischen Infanterieregiment, und stand von 1787 bis 1795 als Major in holländischen Diensten. 1802 nahm er als Oberst im Stecklikrieg teil, und wurde 1805 in den Generalstab der eidgenössischen Truppen erhoben. 1805, 1809 und 1813 wurde er bei Grenzbesetzungen eingesetzt. 1814 verfasste er eine Denkschrift über die militärischen Verhandlungen vom Spätjahr 1813. 1800 wurde er Mitglied der Gemeindekammer in Murten und war von 1803 bis 1805 Freiburger Staatsrat. Ab 1816 Mitglied des Grossen Rats von Bern und des Kriegsrats.